# واليس دي
واليس ليلي دي  (ولدت في 20 سبتمبر 1994) ممثلة وعارضة أزياء أمريكية عرفت بدورها هولي كانينغهام في مسلسل التلفزيوني البريطاني هوليواكس.
عن كازانوفا (2015)، بين عالمين (2016) .

## نشأتها
ولدت واليس داي في 20 سبتمبر 1994 في لندن، إنجلترا ونشأت في إلفورد. عندما كانت في الخامسة من عمرها، أصبحت شغوفة بالتمثيل بعد أن أخذها والدها لمشاهدة عروض الباليه، وانضمت إلى فنون المسرح في نفس العمر. خلال سنوات نشأتها، انتقلت واليس داي وعائلتها كثيرًا إلى منزل آخر؛ خلال 12 عامًا، درست داي في 11 مدرسة مختلفة. التحق داي بمدرسة سيلفيا يونج المسرحية، ولاحقًا في مدارس تعليم الفنون.

## روابط خارجية
- واليس دي على موقع IMDb (الإنجليزية)
- واليس دي على موقع قاعدة بيانات الفيلم (الإنجليزية)